# Castillo de El Payo
El castillo de El Payo está ubicado en un municipio del mismo nombre, en la provincia de Salamanca. Formaba parte de la red fronteriza de fortalezas que protegían a Salamanca de ataques e incursiones de sus vecinos lusos. Su particular ubicación le brindaba las condiciones necesarias para fungir como punto estratégico, ya que se encontraba ubicado en lo alto de una loma y su acceso era a través de un empinado y angosto camino. 

## Ubicación geográfica
El castillo se sitúa a las afueras de la localidad de El Payo, en el municipio de Salamanca. Está ubicado en lo alto de una loma (40.284832513353315, -6.72526143988175).

## Historia
Hay quienes afirman que el castillo fue construido antes que el pueblo en función de atalaya defensiva perteneciente a una red defensiva en el contexto de la reconquista cristiana por parte de los reinos cristianos contra los musulmanes. Pero a juzgar por la similitud de este castillo con el Eljas, en la provincia de Cáceres, probablemente fue construido en el siglo XV como parte de la red defensiva de los territorios en disputa con los portugueses. Su punto más álgido fue en el siglo XVII durante la guerra de restauración portuguesa, y es de esta época de donde se tiene más documentación. En 1634 pasó a manos de un caballero de la Orden de Alcántara llamado Pedro Alonso Flores y Montenegro. Posteriormente, en el siglo XIX, perteneció a la marquesa de Cartago. En este mismo siglo el castillo se demoraría, dejando sólo restos de lo que una vez fue.

### Usos
Su ubicación sugiere un carácter belicoso, teniendo en cuenta que formó parte de la red defensiva española durante los enfrentamientos con los portugueses. Su ubicación estratégica y elevación también lo hacía perfecto para vigilar y prevenir cualquier ataque enemigo. 

### Actualidad
El castillo está destruido desde el siglo XIX, pero aún se pueden ver los restos repartidos por toda la loma en donde estaba ubicado.